# Holotrichia burmanica
Holotrichia burmanica är en skalbaggsart som beskrevs av Moser 1913. Holotrichia burmanica ingår i släktet Holotrichia och familjen Melolonthidae. Inga underarter finns listade i Catalogue of Life.